# Équation de Hazen-Williams
L’équation de Hazen-Williams est une relation empirique utilisée en hydraulique pour calculer les pertes de charge dues à la rugosité des conduites. À la différence de la formule de Poiseuille, limitée aux écoulements à très faible vitesse dans des conduites de petit diamètre, elle permet de décrire les écoulements turbulents de l'eau avec une relative précision.
Elle est définie en unités SI par l'expression suivante :
dans laquelle :
- Q est le débit volumique dans la conduite, exprimé en m3/s
- C est le coefficient de rugosité de Hazen-Williams du matériau constituant la conduite, nombre sans dimension dont quelques valeurs sont données dans le tableau suivant :

| Coefficient de rugosité | Valeur |
| ----------------------- | ------ |
| Acier                   | 120    |
| Béton, brique           | 100    |
| Bois                    | 120    |
| Cuivre                  | 150    |
| Étain                   | 130    |
| Fonte                   | 100    |
| Matière plastique, PVC  | 150    |
| Plomb                   | 130    |
| Verre                   | 140    |

- A est l'aire de la section de conduite, exprimée en m2
- Rh est le rayon hydraulique de la conduite, exprimé en m
- J est le gradient d'énergie hydraulique, défini par {\displaystyle \textstyle J={\frac {h_{\text{amont}}-h_{\text{aval}}}{L}}} avec h la charge exprimée en mètre colonne d'eau, et L la longueur de la conduite. J est donc un nombre sans dimension.